# Förbundet Kommunist
Förbundet Kommunist (FK) bildades 1970 genom att det dåvarande Vänsterns Ungdomsförbund, VUF, splittrades i två organisationer; MLK ("Marxist-leninistiska kampförbundet") och FK, Förbundet Kommunist, som tog avstånd från MLK:s "stalinism".
FK bildades som en revolutionär marxistisk organisation som kännetecknades av en till att börja med stark betoning av den utomparlamentariska arbetarkampen. FK uppstod ur den ungdomsvänster som inspirerade av den kinesiska kulturrevolutionen var starkt kritisk till den auktoritära utvecklingen i Sovjetunionen. 
Till skillnad från de mer eller mindre maoistiska grupperna (KFML/SKP, MLK m fl) var FK också kritiska till partidiktaturens Kina, men visade periodvis en viss sympati för De fyras gäng och det kinesiska kommunistpartiets vänster.
I början av 1970-talet genomlevde förbundet en "proletariseringskampanj". Medlemmarna uppmanades att lämna den akademiska världen och ta vanliga fabriksjobb samt flytta till "proletära" bostadsområden för att lära av arbetarklassen.  
Det tidiga 1970-talets våg av vilda strejker där strejkkommittéer företrädde arbetarna, fick Förbundet Kommunist att utveckla en uppfattning om hur en stundande socialistisk revolution skulle komma att bygga på direktvalda arbetarråd. Inspirationen kom inte bara från de svenska arbetsplatserna utan också i hög grad från Italiens arbetarkamp liksom från de ryska sovjeterna 1917. Denna rådssocialistiska framtoning fick Förbundet Kommunist att framstå som ett mellanting mellan syndikalism och leninism och samtidigt som någonting mitt emellan trotskism och maoism.
Så småningom kom dock flera FK-medlemmar att få framträdande fackliga positioner på arbetsplatserna och den tidigare linjen, att all verklig arbetarorganisering måste ske vid sidan av fackföreningarna, kom att luckras upp.
FK var också tidigt ute jämfört med andra vänstergrupper när det gällde miljöfrågorna. Dessa sågs som radikalt antikapitalistiska genom sitt ifrågasättande av produktionsförhållandena. Till skillnad från lönekampen - en "inomkapitalistisk" kamp om priset på arbetskraften - var frågor kring produktionens innehåll, arbetsmiljön etc. en kamp om själva makten.
FK blev så småningom mer öppet även för dem som inte var industriarbetare, genom det starka engagemanget i Chilekommittén och i Folkkampanjen mot kärnkraft (idag Folkkampanjen mot kärnkraft-kärnvapen)
Inte minst det senare - arbetet i antikärnkraftsrörelsen - kom att göra FK mer reformistiskt inriktat. Kraven på kärnkraftsavveckling, diskussionerna kring alternativ produktion och en alternativ uppfattning om standard, ledde FK rakt in i dagspolitiken. Den tidigare "plakatpolitiken" dömdes ut som utan verklighetsförankring och en kompromiss som innebär förbättringar betraktades som bättre än hävdandet av en "korrekt" uppfattning när detta inte leder till annat än stärkt egen övertygelse. 
Vid 1970-talets slut kom förbundet till slutsatsen att det "idag" knappast är meningsfullt att bygga en organisation där det krävs att man är revolutionär. Många lämnade förbundet och gick med i socialdemokraterna eller VPK. Förbundet Kommunist upplöstes 1982.
Bland personer som var aktiva i Förbundet Kommunist märks
Anders Carlberg, Annika Åhnberg, Maciej Zaremba och Janne Josefsson.[källa behövs]
Tidningar utgivna av Förbundet Kommunist: Röda Arbetet, Arbetarkamp, Klartext, Kommunist
Organisationer närstående Förbundet Kommunist i andra länder:
Italien: Avanguardia Operaia, Il Manifesto Chile: MIR
Frankrike: Revolution!
Danmark: Venstresocialisterne
Portugal: MES
Storbritannien: Socialist Workers Party (fram till 1977 under namnet International Socialists)